# Ligne du Puy à Langogne
La ligne du Puy à Langogne est une ancienne ligne de chemin de fer française à écartement standard et à voie unique non électrifiée reliant Le Puy-en-Velay (Haute-Loire) et Langogne (Lozère). 
Elle constituait la ligne 792 000 du réseau ferré national.

## Historique

### Construction
La ligne a été déclarée d'utilité publique dans le cadre d'un itinéraire « de Mende au Puy » par une loi le 24 mars 1879. Elle est concédée à titre définitif à la Compagnie des chemins de fer de Paris à Lyon et à la Méditerranée par une loi le 2 août 1886. Cependant les travaux n'ont commencé que onze ans plus tard. Le 1er juillet 1912, soit 22 ans après les premiers coups de pioche, la ligne est mise en service.

### XXesiècle
Le service voyageur est interrompu le 18 avril 1939, puis reprend provisoirement de 1944 à 1950 par l'ajout d'une voiture de voyageurs aux trains de marchandises. Le projet d'ouvrir cette ligne à l'autorail saisonnier Toulouse/Lyon et retour, un moment envisagé, ne verra jamais le jour pour des raisons financières, malgré une diminution de 73 kilomètres de ce parcours.

### Fermeture progressive
En 1981, le tronçon Langogne - Landos est neutralisé. Seul reste, jusqu'en 1988, un maigre trafic marchandise entre Landos et Le Puy-en-Velay. Le 18 septembre 1992, la ligne est déclassée de Brives-Charensac à Langogne et le 23 octobre 2008, le tronçon du pk 1,464 à Brives-Charensac est déclassé à son tour. En 1996, la section entre Landos et Brives-Charensac est déferrée. Un temps, la gare de Brives-Charensac sert encore pour les marchandises, jusqu'à l'arrêt définitif des circulations et pose d'un heurtoir à la sortie de la gare du Puy. La section comprise entre Landos et Langogne devient un itinéraire de vélo-rail. Une voie verte est aménagée de Brives-Charensac à Costaros.
En 2010, la destruction du pont-rail de Tireboeuf, sur le territoire de la commune de Brives-Charensac, interrompt définitivement la continuité de la ligne. En outre, le contournement du Puy, sur la N 88, traverse l'ancienne plate-forme de la voie mais aucun ouvrage de franchissement n'est prévu.
Le 24 mars 2023, le journal L'Éveil de la Haute-Loire annonce « Le dernier tronçon aménageable de l’ancienne ligne de chemin de fer Le Puy - Langogne a été officiellement inauguré samedi en présence de nombreux élus. », précisant que la ligne « déferrée, a progressivement été transformée en voie verte ».

## Description de la ligne

### Caractéristiques
Le rayon minimum des courbes de cette voie unique est de 300 mètres, le rayon maximum est de 1 000 mètres. Le profil a la forme d'un dos d'âne dont le point culminant est situé au kilomètre 33,5 entre les anciennes gares de Landos et de Costaros, à 1 149 mètres d'altitude. Les rampes maximum de part et d'autre sont de 22mm/m, ce qui n'est pas considérable pour une ligne de montagne de ce type.

### Infrastructure
Les tunnels sont au nombre de sept, ce qui représente une longueur cumulée de 3 896 mètres soit 7,3 % du parcours. Les deux les plus significatifs sont ceux de Taulhac (prononcé toyac), de 1 141 mètres, et du Riou, de 1 267 mètres.

Il existait quatre viaducs notables dont le plus important était celui d'Arquejols, de 209 mètres de long. Douze ponts-routes, 31 ponts-rails et 59 passages à niveau étaient répartis sur le parcours.

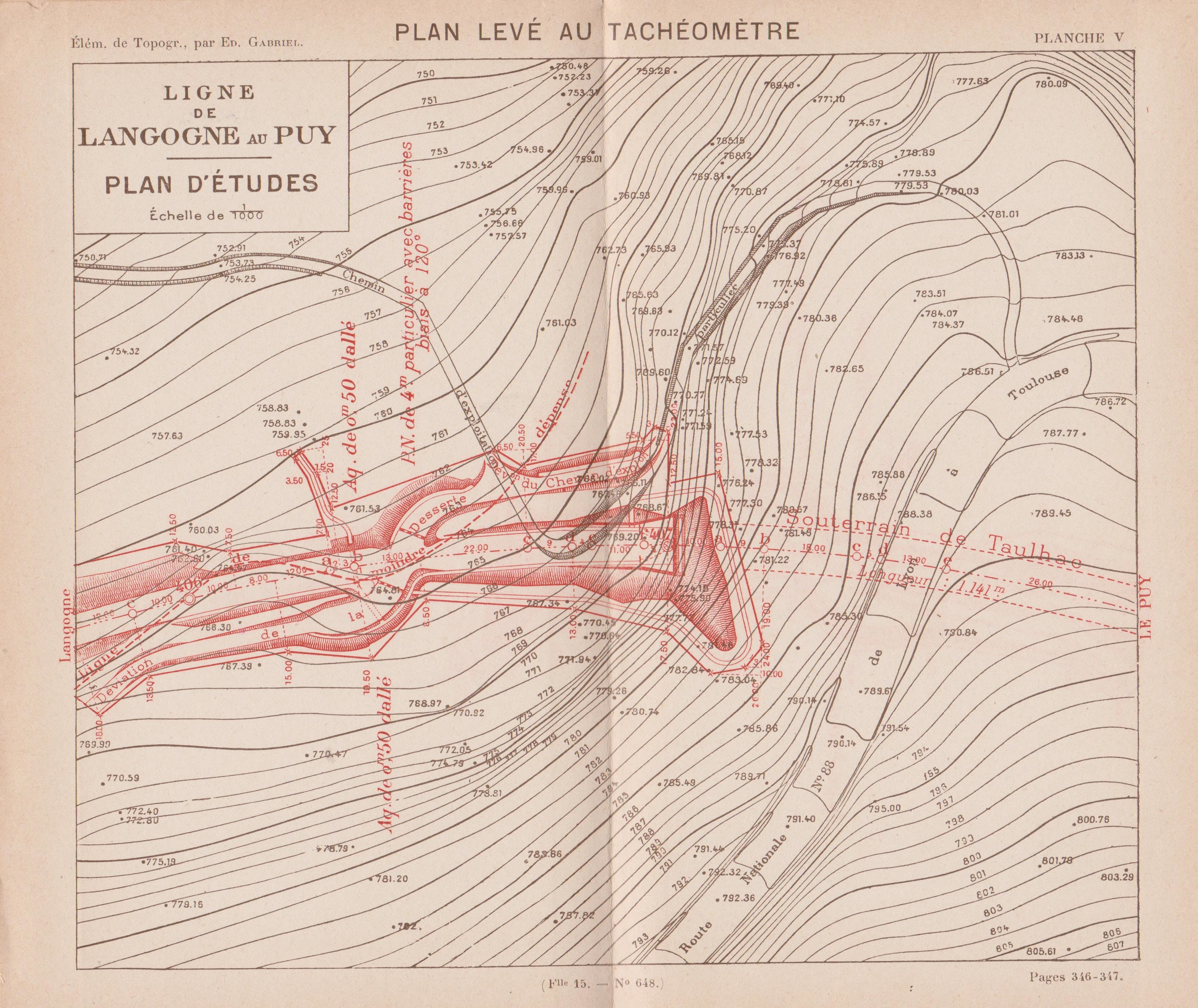
Plan d'études du Tunnel de Taulhac.
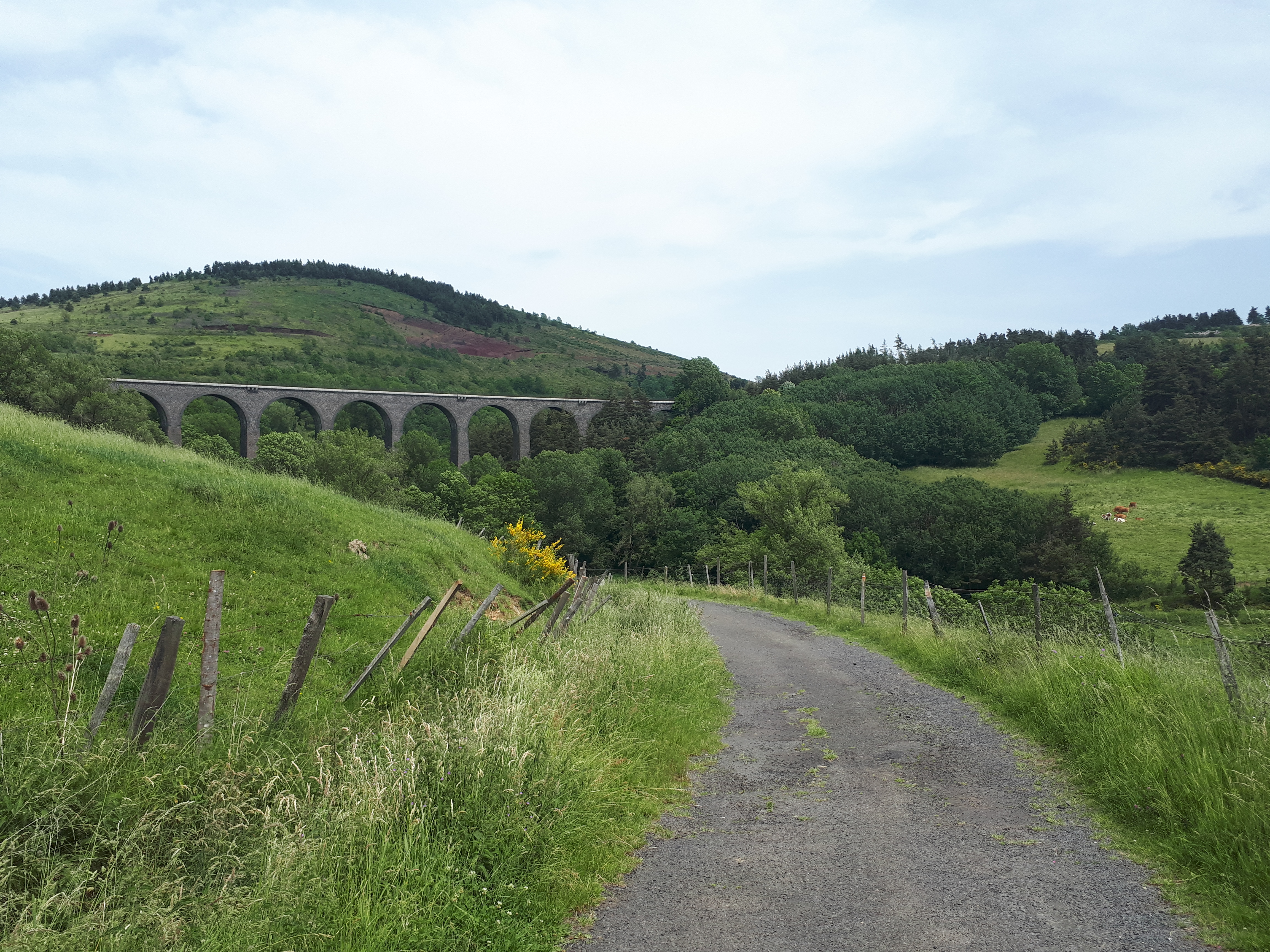
Viaduc d'Arquejols.

### Superstructure

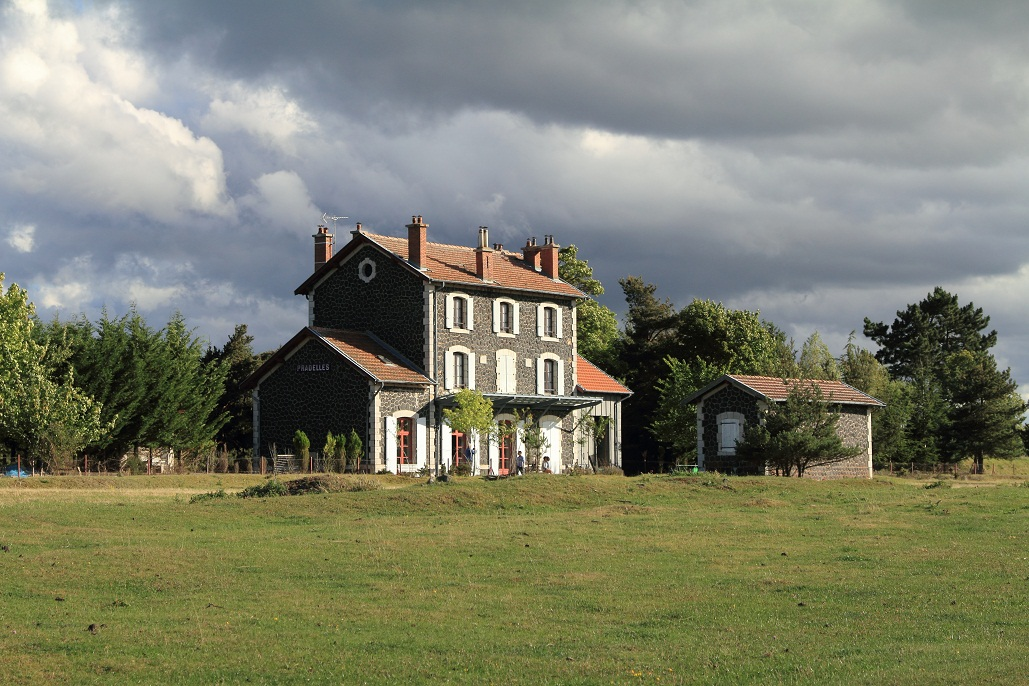
La gare de Pradelles en 2011.

Outre les gares extrêmes du Puy et de Langogne, il existait huit gares intermédiaires. Au moment de la fermeture, seule la gare de Landos disposait d'un évitement utilisable. 

### Exploitation

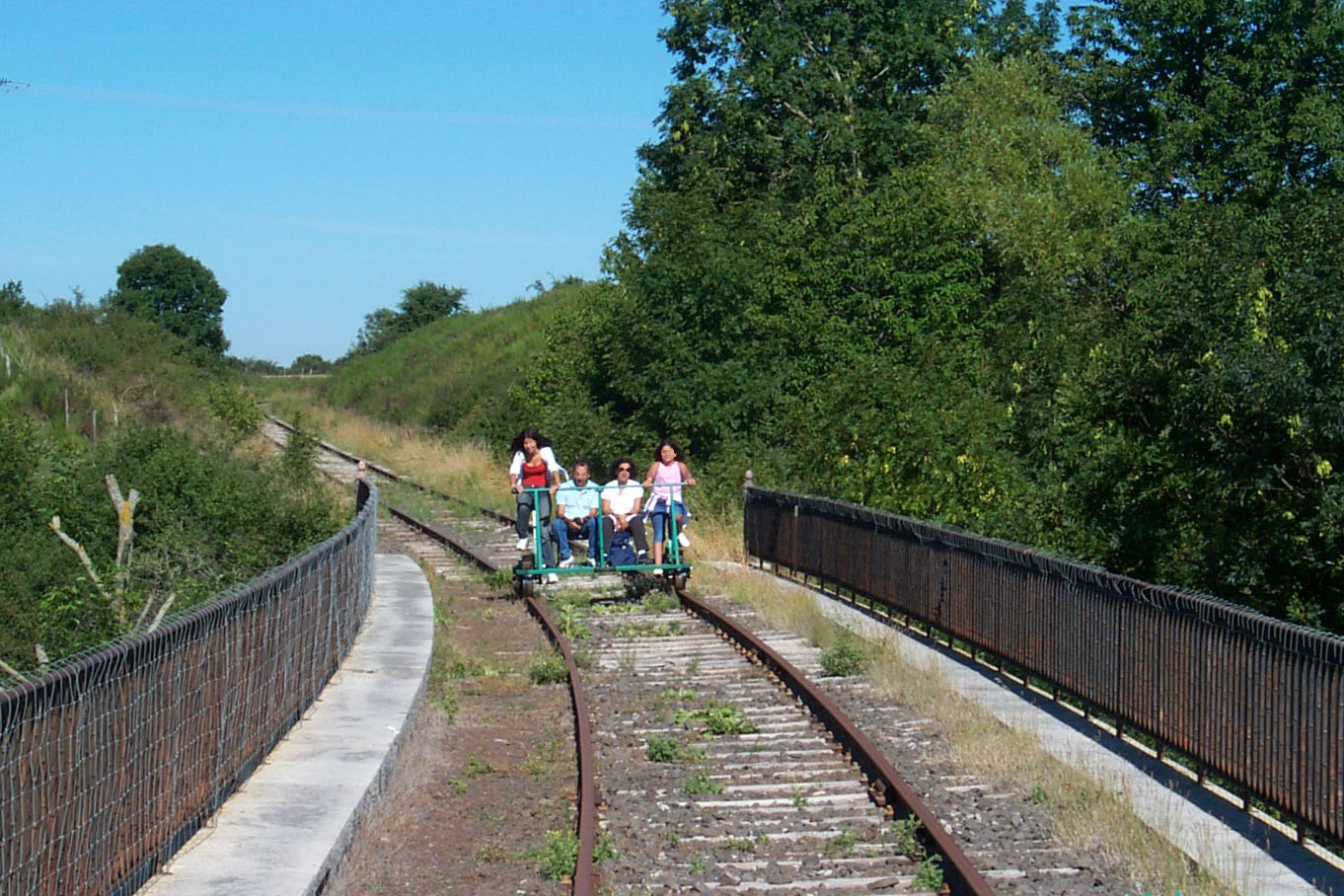
La ligne de vélo-rail en 2002 à Pradelles.

Matériel moteur ayant circulé sur cette ligne :
- Avant 1938 : 030 et 040 du dépôt de Langeac.
- De 1938 vers 1950 : 040A et 230A du dépôt de Langeac.
- Années 1950 : 242-TC du dépôt de St-Etienne.
- Après la fin de la vapeur : BB 63000, BB 66000 et Y 8000.
- Depuis 1995 : exploitation du tronçon de Landos à la limite de la Lozère (Pradelles) pour la circulation de « Vélo-rail ».